# RNF13
RNF13‏ (E3 ubiquitin-protein ligase RNF13) هوَ بروتين يُشَفر بواسطة جين RNF13 في الإنسان.